# I skydd av mörkret
I skydd av mörkret (engelska: The Last Innocent Man) är en amerikansk TV-film från 1987 i regi av Roger Spottiswoode, med Ed Harris, Roxanne Hart, David Suchet och Bruce McGill i rollerna.

## Handling
Försvarsadvokaten Harry Nash (Ed Harris) har tagit semester. Han har moraliska problem med att han lyckats få uppenbart skyldiga personer frikända. Hans flickvän Jenny (Roxanne Hart) ber honom att åta sig ett fall för hennes skull; hennes fd make Philip Stafford (Darrell Larson) har blivit åtalad för att ha mördat en poliskvinna som arbetade under täckmantel.

## Rollista
| Ed Harris             | – Harry Nash            |
| Roxanne Hart          | – Jenny Stafford        |
| David Suchet          | – Jonathan Gault        |
| Bruce McGill          | – Burt Matson           |
| Darrell Larson        | – Philip Stafford       |
| Clarence Williams III | – D.J. Johnson          |
| Rose Gregorio         | – Monica Powers         |
| Robert Lesser         | – Jerry Landau          |
| Joe Mays              | – Lester Grimes         |
| Meshach Taylor        | – Crosby                |
| Michael Durrell       | – Distriktsåklagare     |
| Frank Koppala         | – Tony Seals            |
| Charles Lampkin       | – Domare Clement Autley |
| Robert Biheller       | – Thorp                 |